# Lyre (ustensile)
Pour les articles homonymes, voir Lyre (homonymie).

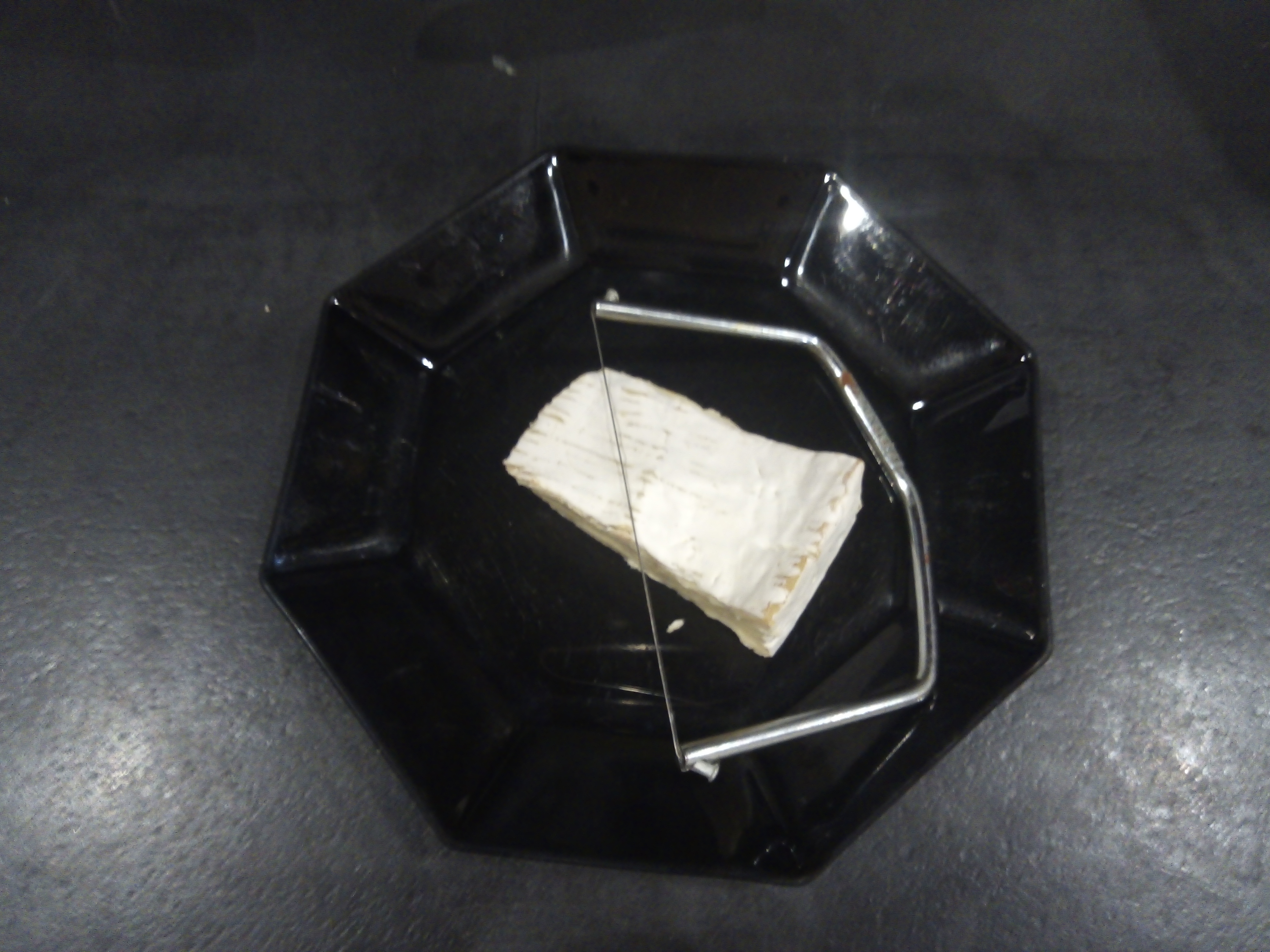
Lyre à fromage sur un morceau de Brie de Meaux.

Une lyre est un ustensile constitué d'un fil tendu entre deux extrémités d'une poignée, servant à découper des aliments et notamment du fromage, du foie gras ou des gâteaux comme la génoise. Elle doit son nom à sa forme rappelant celle de l'instrument de musique homonyme.